# أمريتا

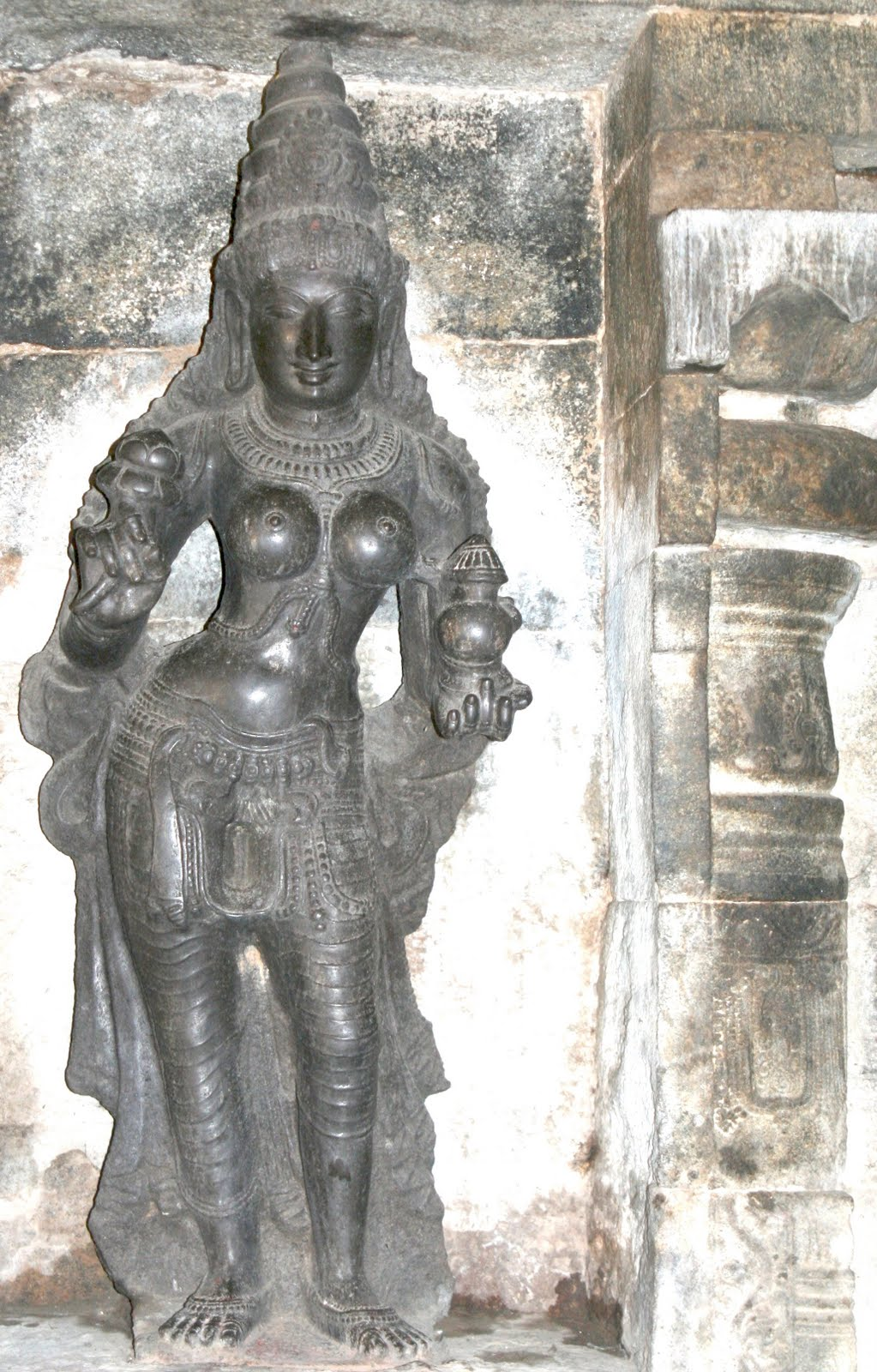
موهيني، الشكل الأنثوي لفيشنو، تحمل وعاء الأمريتا، الذي توزعه على جميع الديفاس، تاركًة الأسورا بدونه. داراسورام، تاميل نادو، الهند.

أمريتا، وفي بالي أمريت أو أماتا، (وتسمى أيضًا سودها، آمي، أمي) (بالإنجليزية: Amrita, Amrit or Amata, (Sudha, Amiy, Ami))، هي كلمة سنسكريتية مؤنثة تعني "الخلود". وهي مفهوم مركزي في الديانات الهندية وغالبًا ما يشار إليها في النصوص الهندية القديمة باسم الإكسير. وكان أول ظهور لها في الريجفيدا، حيث اعتبرت إحدى المرادفات العديدة لشراب السوما، مشروب الديفات. وتلعب الأمريتا دورًا مهمًا في نص سامودرا مانثانا، إذ إنَّها سبب الصراع بين الديفات والأسورا المتنافسين على أمريتا للحصول على الخلود.
والأمريتا هو ماء الحياة في الأسطورة الهندوسية، وقد تم الحصول عليه بعد انحسار المُحيط. وهو شراب الآلهة الذي يهب الأبدية ويديمها، وربما كان هذا الشراب أصل شراب الخلود اليوناني الأمبروزا. والأمريتا هو في الواقع السلامة، والعمر الطويل، والأمن من المرض والحوادث واعتداءات الأعداء. وهو على نقيض الموت، والشيخوخة، والمرض.

## استخلاص الأمريتا

### أسطورة الأمريتا

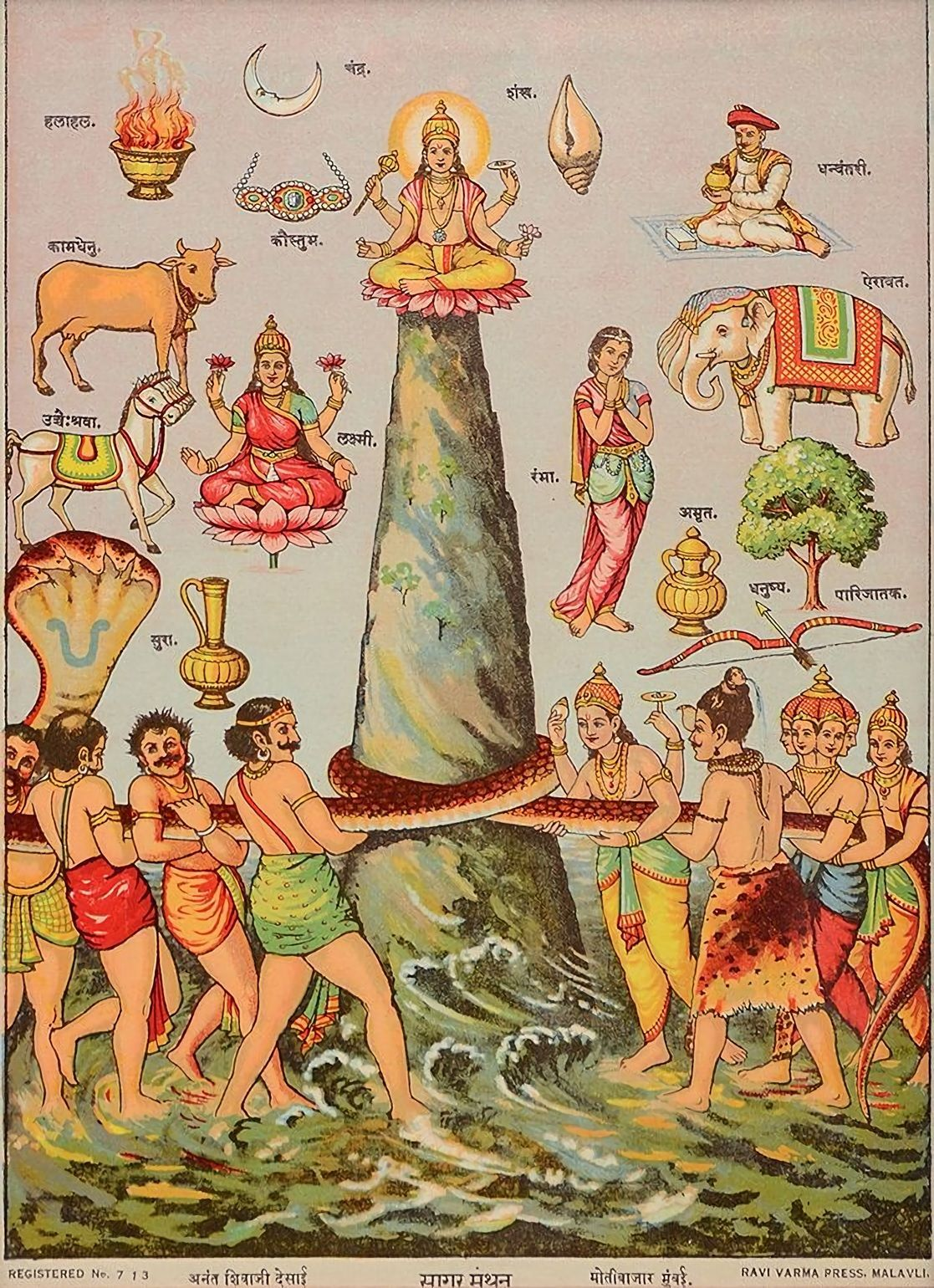
«مخض المُحيط»

يحكى في الهند أن الآلهة اجتمعوا يوماً على جبل ميرو هذا وهم حزانى: لقد أحسوا باقتراب الشيخوخة وأخذوا يفكرون بوسيلة للتخلص منها ومن أمراضها وعجزها، والحفاظ على حيوية الشباب إلى الأبد. فقلبوا الأمر طويلاً من جهاته كلها، وأخيراً أشار عليهم أحد كبار الآلهة بأن يتوجهوا مع الأسورا إلى المحيط العظيم ويمخضوه ليستخرجوا شراب الامريتا منه، أي شراب الخلود.
وهذا ما فعلوه بالضبط. وبدلاً من الحَبْلِ حملوا معهم ملك الثعابين فاسوكا، وجعلوا من جبل ماندرا المِخَضَّة. وكان هذا الجبل يرتفع عالياً فوق الأرض ويغوص عميقاً في الأرض. فأحاط الثعبان المهول الجبار شيشا هذا الجبل بحلقاته واقتلعه من الأرض. وجاء الآلهة والأسورا إلى المحيط ومعهم جبل ماندرا والثعبان فاسوكا، ثم استأذنوه أن يمخضوا مياهه ليستخرجوا شراب الخلود منه. فأذن لهم المحيط، وبدأوا عملهم. فطلبوا إلى ملك السلاحف الذي يسند العالم بظهره أن يغوص إلى قاع المحيط ليصير سنداً لجبل ماندرا مخضّتهم. فقدمت السلحفاة ظهرها، ووضع الآلهة عليه الجبل الذي التف حوله الثعبان فاسوكا كالحبل. وأمسك الآسورا برأس الثعبان العملاق، بينما أمسك الآلهة بذيله وبدأوا يمخضون المحيط، وطال المخض مئات السنين.

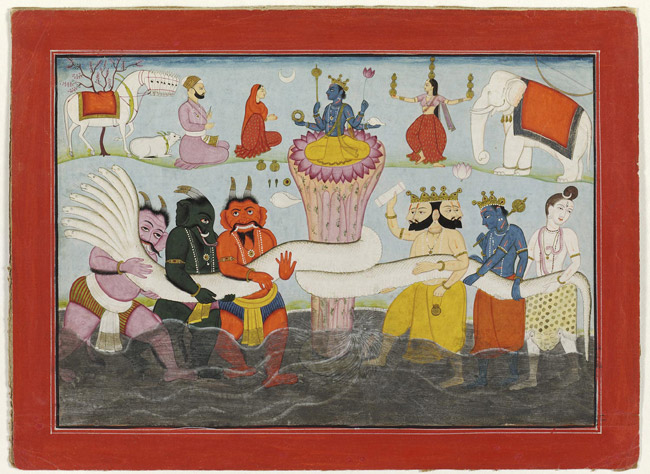
مخض المحيط، يمين اللوحة الديفات (الآلهة)، وإلى يسارها الأسورا أو الشياطين وما أشبه.

لقد كان كل من الأسورا والآلهة يشد جسد الثعبان إليه دون توقف، وكان الجبل المخضَّة يدور دون كلل، محدثاً صخباً يصم الآذان كهزيم الرعد. وفي الأول امتزجت مياه المحيط بعصير الأعشاب والأشجار التي كانت تنمو على منحدرات الجبل وتحول الخليط إلى لبن، ثم أخذ اللبن يخرج السمن. ولكن الأمريتا لم تظهر. وها هو الهلال يخرج من جوف المحيط ويصعد إلى السماء ثم تخرج منه إلهة الجمال والفرح لاكشمي، يتبعها الحصان البديع السريع كالفكر، والحجر السحري الذي يحقق الأماني، وأشياء بديعة أخرى كثيرة، لكن الامريتا لم تظهر. وفي إثر الكنوز طفا على سطح المحيط سم زعاف سمم العوالم كلها ببخاره القاتل وأنذر باحتراق المحيط كله. ولولا الإله شيفا لحصل للعالم ما لا يعرفه أحد: لقد ابتلع شيفا ذلك السم كله وأبقاه في بلعومه. فازرق عنقه وبقي أزرق هكذا إلى الأبد، وأطلقوا عليه منذئذ لقب نيلا كانتها، أي «العنق الأزرق».
وأخيرًا، خرجت أمريتا إلى النور. فانقضَّ عليها الآلهة (الديفات) والأسورات، ودرات بين الطرفين معركة ضروس انتصر فيها الآلهة، وامتلكوا الأمريتا. لقد عجز الأسورا عن الصمود أمام هجوم الآلهة، فغادروا إلى تحت الأرض.